# La Nuit de l'évasion
Pour plus de détails, voir Fiche technique et Distribution.
La Nuit de l'évasion (Night Crossing) est un film britannique réalisé par Delbert Mann, en 1982. Il est inspiré par l'histoire réelle d'une fuite d'Allemagne de l'Est en montgolfière.

## Synopsis
Avril 1979, dans le village de Poessneck en Allemagne de l'Est, à quelques kilomètres de la frontière. Les familles Strelzyk, Peter, Doris et leurs deux fils, et Wetzel, Gunter, Petra et leurs deux enfants en bas âge, veulent s'enfuir à l'Ouest. Ils construisent une montgolfière. Après une première tentative qui échoue, les 8 passagers de la montgolfière doivent surmonter de dangereux obstacles avant d'atterrir sains et saufs en Allemagne de l'Ouest.

## Fiche technique
- Titre original : Night Crossing
- Titre français : La Nuit de l'évasion
- Réalisation : Delbert Mann assisté de Don Roberts
  - seconde équipe : James Gavin assisté de Don Fench, Bettina Forg
- Scénario : John Mc Greevey d'après la véritable histoire des familles Strelzyk et Wetzel
- Photographie : Tony Imi, Rexford Metz (Photographie aérienne)
- Montage : Gordon D. Brenner (image), Jack Wasdworth (musique)
- Musique : Jerry Goldsmith, Arthur Morton (orchestration), Jerry Goldsmith (chef d'orchestre)
- Son : Danny Daniel (mixage), Ben F. Hendricks (effets sonores),
- Directeur artistique : Herbert Strabel
- Costumes : Ille Sievers (supervision), Ken Lawton (costumier), Friedel Schroeder (costumière)
- Maquillage et coiffure : Evelyn Dohring, Gerard Nemetz
- Animation : George Petlowany (générique)
- Ballon : Gary Cerveny (coordination cascades), Eugene Cerveny (chef d'équipe),
  - Cascadeurs ballon : Gary Cerveny, Diane Cerveny, Kinnie Gibson, Tommy Mercurio, Dawn Grant, Deborah Bryan, Harley V. Kinnamon
- Responsable immobilier : Adolf Nurschinger
- Production : Tom Leetch, Marc Stirdivant (associé)
  - Producteur exécutif : Ron Miller
  - Responsable de production : Rolf Zehetbauer, Dieter Meyer
- Société de production : Walt Disney Productions
- Pays de production :  Royaume-Uni,  États-Unis,  Allemagne de l'Ouest
- Langue : anglais
- Genre : Aventure, Drame, Thriller, Historique
- Durée : 106 minutes
- Dates de sortie : 
  - États-Unis : 5 février 1982
  - France : 17 mars 1982

Sauf mention contraire, les informations proviennent des sources concordantes suivantes : Mark Arnold et IMDb

## Distribution
- John Hurt (VF : Bernard Tiphaine) : Peter Strelzyk
- Jane Alexander : Doris Strelzyk
- Glynnis O'Connor (VF : Maïk Darah) : Petra Wetzel
- Doug McKeon : Frank Strelzyk
- Beau Bridges (VF : Patrick Poivey) : Guenter Wetzel
- Keith McKeon : Fitscher Strelzyk
- Ian Bannen : Josef Keller
- Klaus Löwitsch : Schmolk
- Anne Stallybrass : Magda Keller
- Kay Walsh : Mère de Doris
- Günter Meisner : Major Koerner
- Geoffrey Liesik : Peter Wetzel
- Michael Liesik : Andreas Wetzel
- Matthew Taylor (VF : William Coryn) : Lukas Keller)
- Sky Dumont : Ziegler
- Jan Niklas : Lieutenant Fehler
- Carola Hohn : mère de Petra
- Irene Prador : Mrs. Roseler
- Jann Paulus Biczyzcki : pharmacien
- Osman Ragheb :  responsable du magasin
- Ursula Ludwig : première caissière du magasin
- Jenny Thelen : seconde caissière du magasin
- Katharina Seyferth : acheteuse
- Gavin James : pilote

Sauf mention contraire, les informations proviennent des sources concordantes suivantes : Mark Arnold et IMDb. Pour la VF,  RS Doublage 

## Sorties au cinéma
Sauf mention contraire, les informations suivantes sont issues de l'Internet Movie Database.
- États-Unis : 5 février 1982
- Allemagne de l'Ouest : 12 février 1982
- Suède : 12 mars 1982
- France : 17 mars 1982
- Brésil : 2 avril 1982
- Danemark : 2 avril 1982
- Espagne : 2 avril 1982 (Madrid)
- Australie : 8 avril 1982
- Pays-Bas : 19 mai 1982
- Colombie : 24 novembre 1982
- Uruguay : 25 décembre 1983 (Montevideo)
- Japon : 15 septembre 1984

## Production et accueil
La Nuit de l'évasion est issu de la politique des studios Walt Disney au début des années 80 de produire des films davantage axés sur un public adulte (Les Yeux de la forêt, La Foire des ténèbres. 
Le film s'inspire d'une histoire vraie qui s'est déroulée pendant la guerre froide, celle des familles Strelzyk et Wetzel. C'est un film très atypique pour le studio Disney d'avant cette période, mais c'était une époque très différente avec des expérimentations et des attentes de contenu plus mature. Le titre initial du film devait être The Last Flight to Freedom (« Le dernier vol vers la liberté ») mais a été changé en raison de sa ressemblance avec le film The Last Flight of Noah's Ark (« Le Dernier Vol de l'arche de Noé ») sorti en 1980. L'acteur Günter Meisner qui interprète le Major Koerner est connu du public américain à cause de sa présence dans le film Charlie et la Chocolaterie (1971). L'acteur John Hurt a continué à travailler avec Disney juste après en prêtant sa voix au Seigneur des Ténèbres dans la version anglaise du film d'animation Taram et le Chaudron magique (1985). Au-delà du film et du texte au générique de fin indiquant que les deux familles ont rejoint l'Allemagne de l'Ouest, la réalité a dépassé la fiction avec la chute du mur de Berlin en 1992.
Le film a récolté 8 millions d'USD.